# Tasmanocoenis queenslandica
Tasmanocoenis queenslandica is een haft uit de familie Caenidae. De wetenschappelijke naam van de soort is voor het eerst geldig gepubliceerd in 1978 door Soldán.
De soort komt voor in het Australaziatisch gebied.